# Ивановский (Архаринский район)
Ивановский — упразднённое село в Архаринском районе Амурской области России. Исключено из учётных данных в 1974 году.

## География
Село располагалось в истоке реки Малая Биря, на расстоянии примерно 14 километров (по прямой) к северо-востоку от села Тарманчукан.

## История
По данным 1926 года на прииске Ивановском имелось 32 хозяйства и проживал 41 человек (35 мужчин и 6 женщин). В национальном составе населения преобладали китайцы. В административном отношении входил в состав Тармундского сельсовета Хингано-Архаринского района Амурского округа Дальневосточного края.
Решением Амурского исполкома от 7 июня 1974 года № 253, село Ивановский исключено из учётных данных как несуществующее.